# رود آلبارگاس
رود آلبارگاس (Albarregas)، که با نام «جویبار آلبارگا» نیز شناخته می‌شود، رودی در غرب شبه‌جزیره ایبری است که به حوضه آبریز رود گوادیانا تعلق دارد و در بخشی کوتاه از مسیر پایانی خود، از درون شهر مِریدا عبور می‌کند.

## مسیر رودخانه
این رود از کوهستان سیرا برمخا و کُرنالوو در درون پارک طبیعی کُرنالوو سرچشمه می‌گیرد. مسیر آن از شهر تروخیانوس می‌گذرد و در نهایت در بخش شهری مِریدا، به شاخهٔ راست رود گوادیانا می‌ریزد.
نام این رود برگرفته از عبور مداوم تمدن‌های گوناگون از سرزمین‌های شبه‌جزیره ایبری است. رومی‌ها آن را فلومینوس باراکا می‌نامیدند و مسلمانان با افزودن پیشوند «الـ» به آن، نام امروزی‌اش را شکل دادند.
در گذر از شهر مِریدا، رود آلبارگاس از زیر دو سازهٔ مهم مهندسی دوران روم باستان عبور می‌کند: آکوئدوکتو د لس میلاگروس و پل رومی آلبارگاس.